# Radio Santa Elena
La Radio Santa Elena (en inglés: Radio Saint Helena; indicativo: ZHH) proporcionaba un servicio de radio local en la isla Santa Elena que tenía un alcance de unos 100 km de la isla en AM 1548 (194 metros).
La organización que dirigía el servicio, St Helena News Media Services, también produjo un periódico semanal, el Santa Helena Herald. Las oficinas se encuentran en Broadway House, Jamestown, mientras que la emisión era transmitida desde San Pablo. La primera emisión fue el día de Navidad de 1967.
La radio también ha transmitido internacionalmente a través de la onda corta (ZHH-50, 11092,5 kHz) un día al año. En ese día, conocido como "Radio St. Helena Day", muchos de los presentadores habituales de la emisora participaban en este evento, disfrutando de la experiencia de ser escuchados en todo el mundo.
En marzo de 2012 St Helena Noticias Media Services se disolvió. La edición final del Herald fue publicado el 9 de marzo de 2012. La compañía se sustituyó por el de Santa Helena Broadcasting Corporation (SHBC) que es financiado por el gobierno. También publicará un periódico semanal, y se está ejecutando tres estaciones de radio FM, una de ellas para emitir un relé del Servicio Mundial de la BBC. La señal privada de Santa FM se negó a unirse a la nueva empresa.
La radio cerró en la medianoche del día de Navidad, el 25 de diciembre de 2012. Debido al cierre anterior de Saint FM el 21 de diciembre, la isla se quedó sin servicio de radio abierta hasta que Santa FM fue relanzado el 10 de marzo de 2013 como Radio Comunitaria Santa Elena.